# 진유
진유(본명: 김진유, 1988년 5월 24일 ~ )는 대한민국의 전 프로게이머이며, 걸그룹 5인조 판도라의 멤버였다.

## 활동

### 프로게이머 시절
2009년 2월 스페셜포스 프로게임단 드래프트 선발전에서 MBC게임 히어로의 추천 선수로 입단하였다.
이후 2011년까지 선수로 활동하다가 2011년 11월 MBC게임 히어로의 해체로 프로게이머 활동을 더 이상 할 수 없게 되었다.

## 학력
- 서울 경복초등학교
- 서울 둔촌중학교
- 서울한국예술고등학교
- 동국대학교 연기과(07학번) 졸업